# 100% Pure Love
100% Pure Love is een nummer van de Amerikaanse zangeres Crystal Waters uit 1994. Het is de eerste single van haar tweede studioalbum Storyteller.

## Achtergrondinformatie
Volgens Waters is de stijl van het nummer een reactie op de populariteit van Gangsta rap halverwege de jaren 90 in de Verenigde Staten. Oorspronkelijk zou het nummer "The Beat Goes Boom" heten, met een tekst waarin geklaagd werd hoe rapnummers vrouwen vaak degradeerden. Waters' productieteam The Basement Boys haatten haar refrein, dus herschreef Waters de tekst en koos ze voor een positievere toon en een ander onderwerp, namelijk haar relatie destijds. De uiteindelijke titel werd "100% Pure Love". 
Het nummer werd in veel landen een (bescheiden) hit en bereikte de 11e positie in zowel de Amerikaanse Billboard Hot 100 als de Nederlandse Top 40.

## Tracklijst
- CD maxi

1. "100% Pure Love" (radio mix) – 3:06
2. "100% Pure Love" (club mix) – 8:15
3. "100% Pure Love" (Gumbo mix) – 5:22